# Донурагическая Сардиния

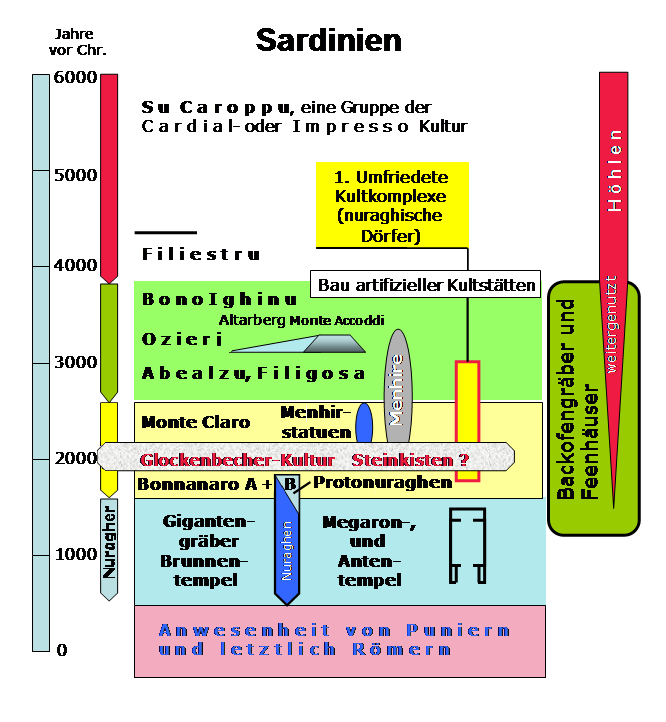
Хронология культур на Сардинии

Донурагическая Сардиния — термин в археологии, охватывающий историю острова до завоевания его около XIV—XIII вв. до н. э. «строителями нурагов», которых отождествляют с шерданами — одним из «народов моря». Включает следующие культуры и традиции:
- Пещера Корбедду 10 000—8000 до н. э. (поздний палеолит)
- Культура Су-Карроппу, культура Гротта-Верде, культура Филиестру — местный вариант культуры импрессо 7000-4000 до н. э. (ранний неолит)
- Культура Бону-Игину 4600—3300 до н. э. (средний неолит)
- Культура Оциери (культура Сан-Микеле) 3300 — 2500 до н. э. (поздний неолит)
- Культура Абеальцу-Филигоса 2600—2400 до н. э. (халколит)
- Культура Арцакена 2500—1300 до н. э.
- Культура Монте-Кларо (халколит)
- Традиция колоколовидных кубков (халколит)
- Культура Боннанаро
- Культура Суб-Боннанаро (ранний этап культуры строителей нурагов)

На Сардинии почти все исследованные генетиками древние сардинцы происходили от ранних земледельцев острова вплоть до первого тысячелетия до нашей эры, за исключением образца из 3-го тысячелетия до нашей эры, который имел в основном североафриканское происхождение и, наряду с приблизительно одновременным ему иберийским образцом, документирует небольшой поток генов из Северной Африки в Европу в эпоху халколита.
У образца I16170 (Italy_Sardinia_MBA, 3337 л. н.) определили Y-хромосомную гаплогруппу I2a1a1a1a1b~-Y21970 и митохондриальную гаплогруппу H3.
Основная иммиграция в Сардинию началась в 1-м тысячелетии до нашей эры.

## Галерея изображений

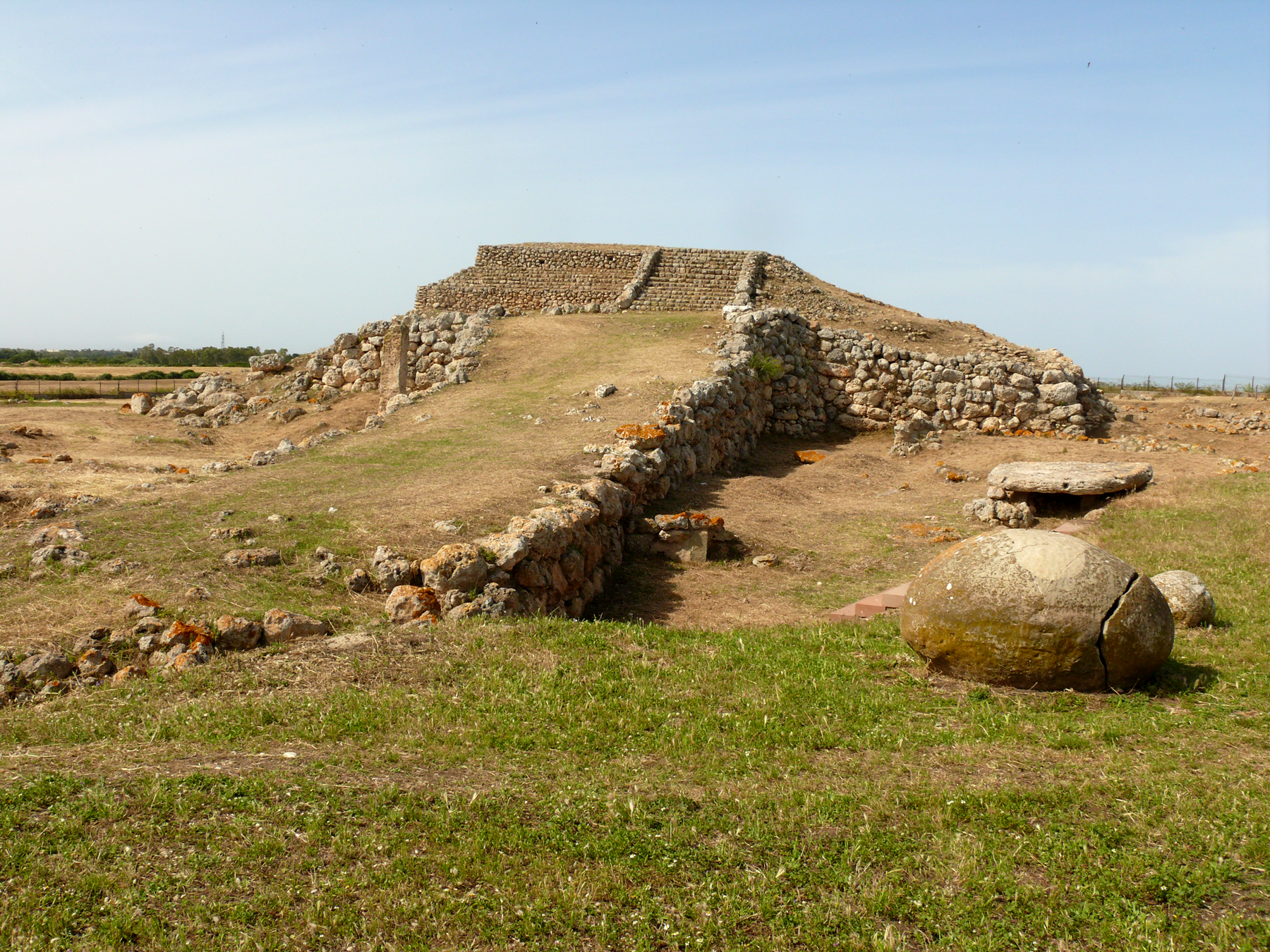
Сардинский зиккурат, Сассари
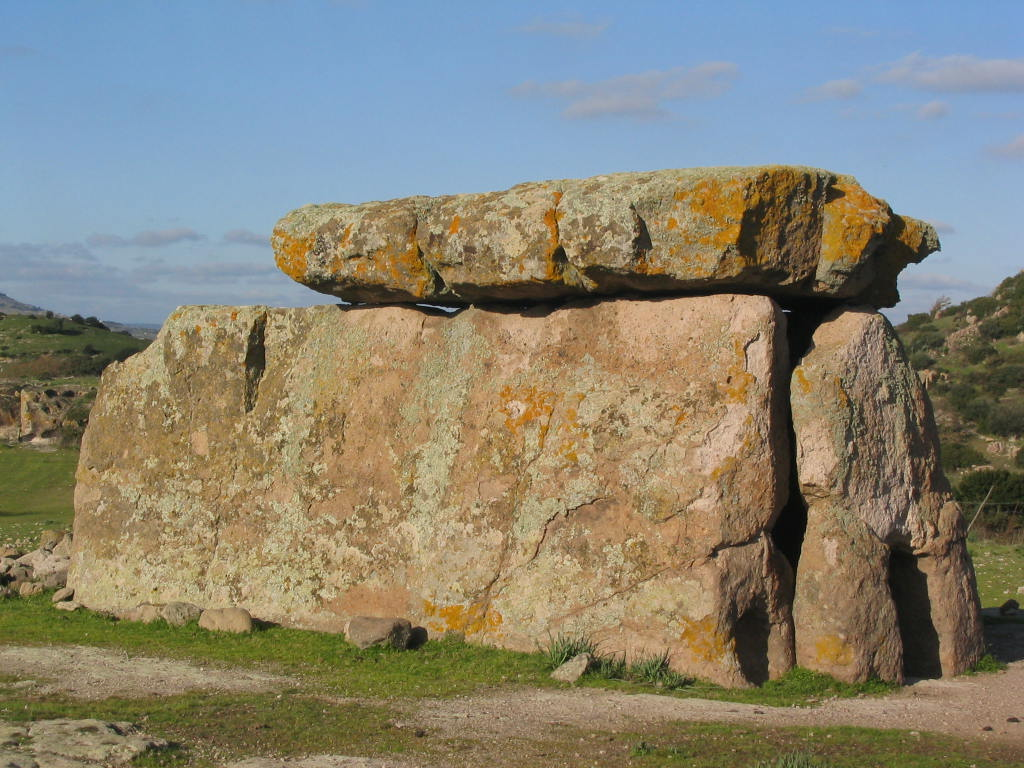
Дольмен Са-Ковеккада, Морес
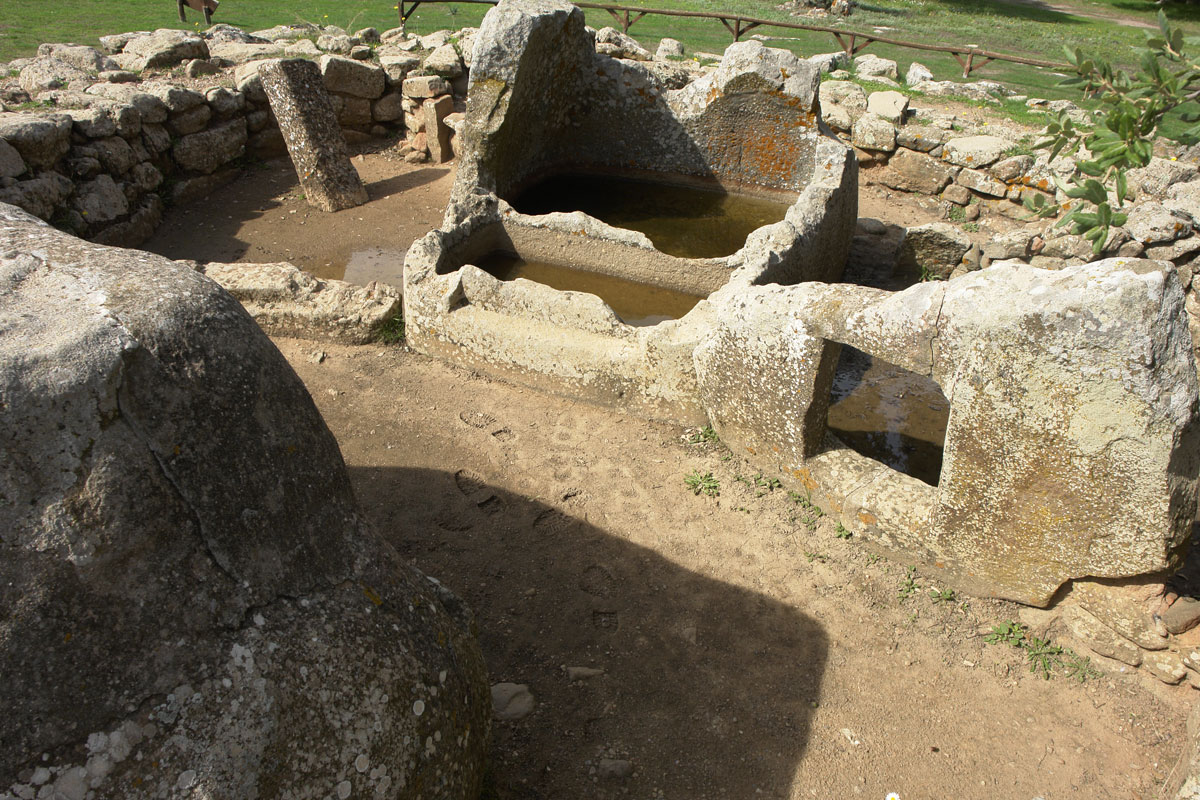
Pranu Muteddu, Гони
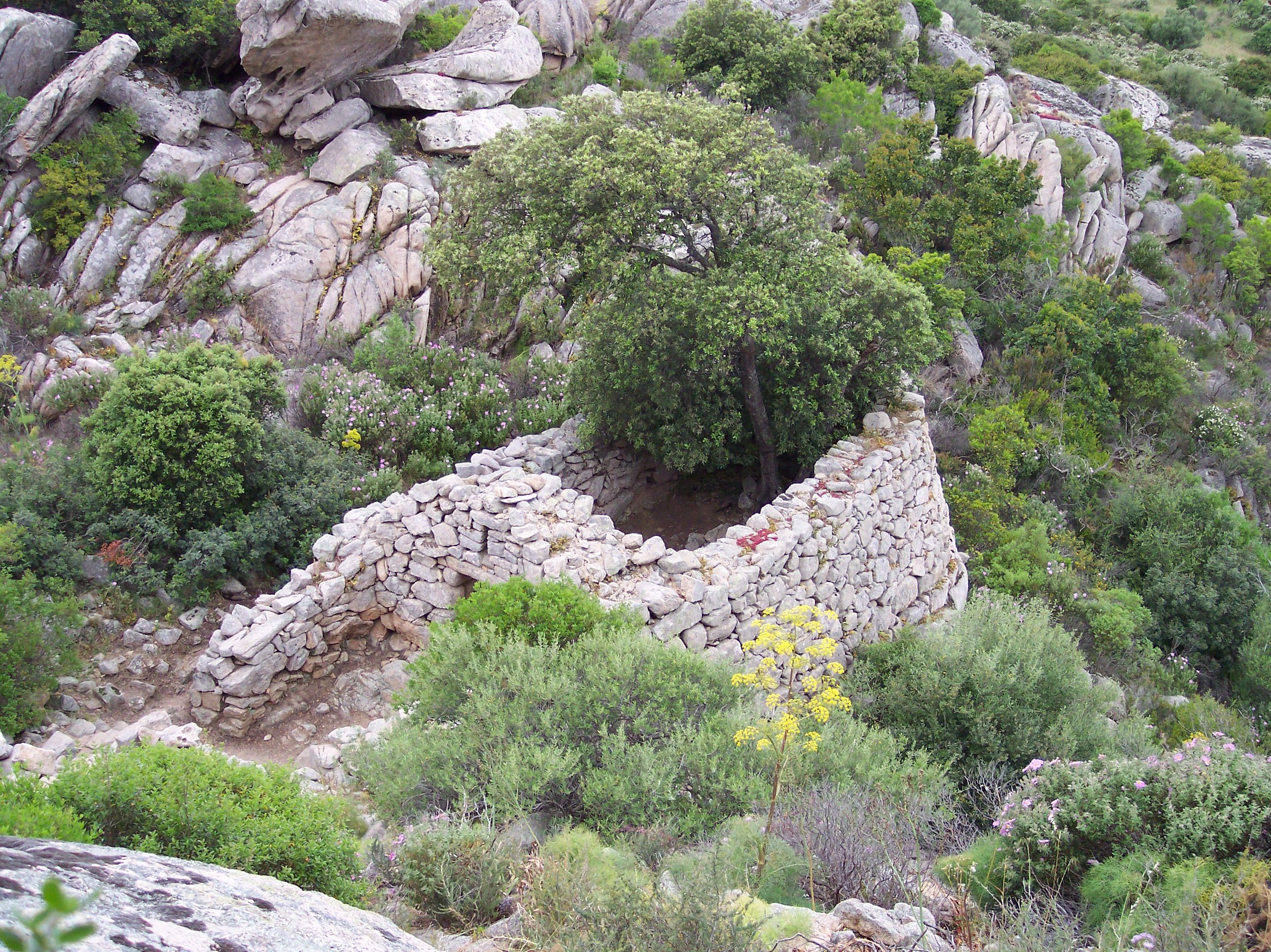
Храм Малькитту, Арцакена
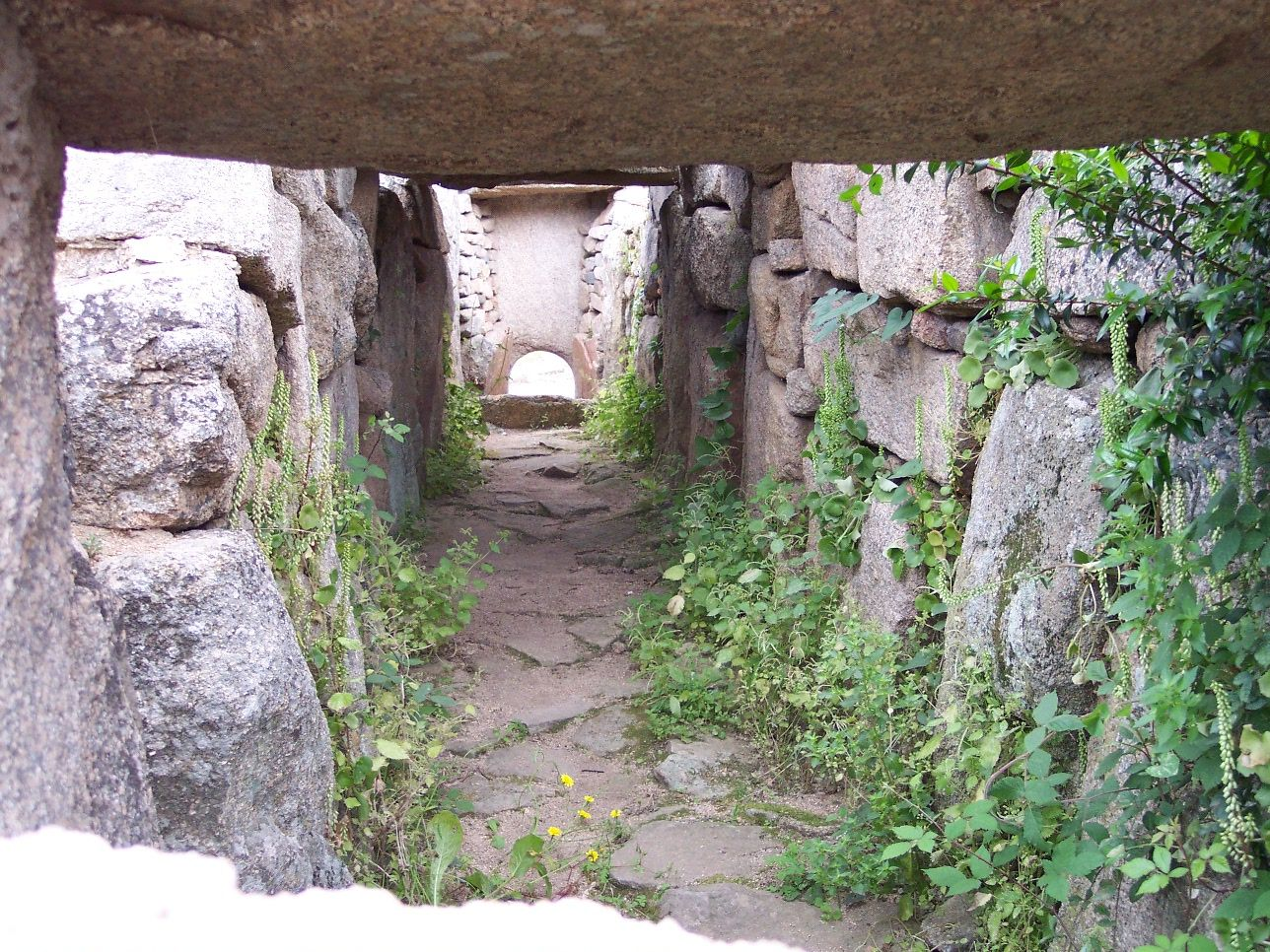
"Гробница гиганта" Coddu Vecchju, Арцакена